# Azanus urios
Azanus urios är en fjärilsart som beskrevs av Riley och Godfrey 1921. Azanus urios ingår i släktet Azanus och familjen juvelvingar. Inga underarter finns listade i Catalogue of Life.